# Parastereopsis
Parastereopsis är ett släkte av svampar. Parastereopsis ingår i familjen kantareller, ordningen Cantharellales, klassen Agaricomycetes, divisionen basidiesvampar och riket svampar.
|                | Craterellus                                 |
|                |                                             |
|                | Cantharellus                                |
|                |                                             |
|                | Pseudocraterellus                           |
|                |                                             |
|                | Pterygellus                                 |
|                |                                             |
| Parastereopsis | \| \| Parastereopsis borneensis \| \| \| \| |
|                | \| \| Parastereopsis borneensis \| \| \| \| |
|                | Goossensia                                  |
|                |                                             |
|                | Parastereopsis borneensis                   |
|                |                                             |

|  | Parastereopsis borneensis |
|  |                           |